# Thermosphaeroma macrura
Thermosphaeroma macrura is een pissebed uit de familie Sphaeromatidae. De wetenschappelijke naam van de soort is voor het eerst geldig gepubliceerd in 1985 door Thomas Elliot Bowman III.